# Hydrodendron gracilis
Hydrodendron gracilis är en nässeldjursart som först beskrevs av John Fraser 1914.  Hydrodendron gracilis ingår i släktet Hydrodendron och familjen Haleciidae. Inga underarter finns listade i Catalogue of Life.